# محله هوایی لیک‌وی
محله هوایی لیکوای  (به انگلیسی: Lakeway Airpark) یک فرودگاه همگانی بهره‌برداری هوایی است که یک باند فرود آسفالت دارد و طول باند آن ۱۱۹۸ متر است. این فرودگاه در شهر لیکوی، تگزاس کشور ایالات متحده آمریکا قرار دارد و در ارتفاع ۲۷۷ متری از سطح دریا واقع شده است.